# Ernst Johann von Biron
Pour les articles homonymes, voir Biron.
Ernst Johann von Biron (en letton : Ernests Johans fon Bīrons), de son vrai nom Ernst Johann von Bühren, né le 23 novembre 1690 à Kalnciems (actuelle Lettonie) et mort le 28 décembre 1772 à Mitau, est un noble germano-balte, puissant favori de la  tsarine Anne de 1730 à 1740, duc de Courlande de 1737 à 1740 et de 1763 à 1769.
Bien que de noblesse récente, Ernst Johann prétendait, à partir de l'avènement d'Anne au trône de Russie, être apparenté à la famille française (périgourdine) des Biron.

## Biographie

### Origines familiales
Issu d'une famille roturière originaire de Westphalie, il est le petit-fils d'un palefrenier du duc Jacob de Courlande et le fils d'un petit propriétaire terrien, le cornette Carl von[réf. nécessaire] Bühren (1653-1735). La famille Bühren a été anoblie en 1638[réf. nécessaire] par le roi de Pologne Ladislas IV Vasa, sans pour autant être acceptée au sein de la noblesse de Courlande (« chevalerie de Courlande », relevant du Saint Empire).

### Favori de la duchesse de Courlande, puis tsarine Anne
Secrétaire, puis intendant à la cour de Courlande, il devient après Pierre Bestoujev l'amant de la duchesse Anne de Courlande, veuve sans enfant du duc Frédéric III Guillaume Kettler et petite-nièce de Pierre le Grand. Lorsqu'elle monte sur le trône de Russie en 1730, devenant la tsarine Anne Ire, elle emmène son favori avec elle à Saint-Pétersbourg, suscitant une certaine irritation dans la noblesse russe. 
Cette même année, il reçoit de l'empereur Charles VI le titre de comte d'Empire et est aussi admis par lui dans les rangs de la chevalerie de Courlande. C'est aussi alors qu'il adopte le nom et même les armoiries des Biron, devenant le « comte de Biron » (Graf von Biron). En 1737, il se fait élire duc de Courlande grâce aux manœuvres diplomatiques de l'ambassadeur de Russie auprès d'Auguste III, roi de Pologne et électeur de Saxe, Herman Karl von Keyserling, lui aussi originaire de Courlande. 
Grand chambellan d'Anne, il est en fait à la tête du gouvernement de la Russie. Il crée un service secret chargé d'espionner les sujets de la tsarine. Il crée aussi le régiment Izmaïlovski (22 septembre 1730).

### Après la mort d'Anne (1740)
À la mort de l'impératrice en 1740, Biron s'empare de la régence au nom du jeune Ivan VI, mais est rapidement renversé et passera de nombreuses années en exil. 
Envoyé en Sibérie en 1741, l'impératrice Élisabeth Ire autorise son retour l'année suivante, mais le relègue à Iaroslavl. En 1762, Pierre III, qui sera assassiné l'année même de sa prise de pouvoir, le rappelle à la cour, sans l'intention de lui rendre son duché. Biron accordait alors très probablement sa plus grande confiance au baron von Knigge, qui avait jusqu'alors été son intendant en Courlande et fut nommé président de la Cour, et à Friedrich Wilhelm Raison, rencontré à Riga, serviteur du duché pendant près de 30 ans. 
Lorsque Catherine II lui rend le duché de Courlande en 1763, il retourne avec son épouse — qui avait partagée l'exil avec lui — à Mitau (aujourd'hui Jelgava) et reprend les travaux de construction et d'aménagement, interrompus par les années d'exil, aussi bien de la résidence principale des ducs de Courlande, aujourd'hui palais de Jelgava (Schloss Mitau, 1738-1740/1763-1772) que de la résidence d'été, le château de Rundale (Schloss Ruhenthal, 1736-1740/1764-1768).
Ernst Johann von Biron, duc de Courlande abdique en 1769 en faveur de son fils Pierre von Biron (1724-1800). Il meurt à Mitau en 1772. La duchesse douairière y vivra jusqu'à sa mort survenue en 1782.

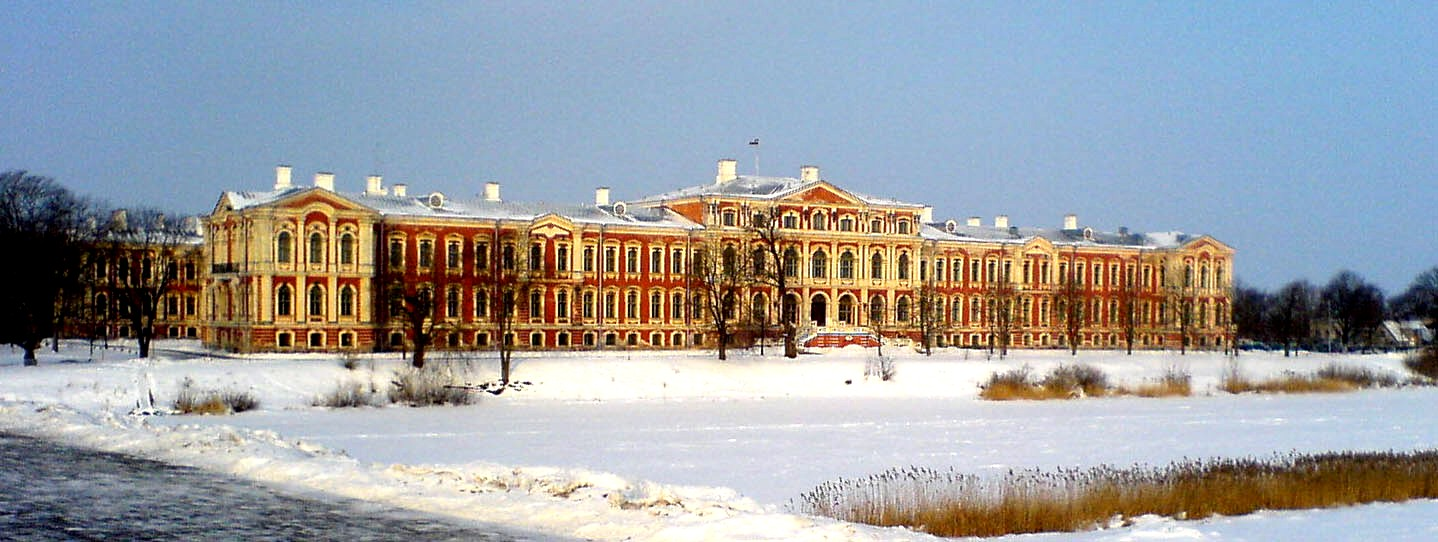
Palais Jelgava (Mitau), des bords de la Lielupe
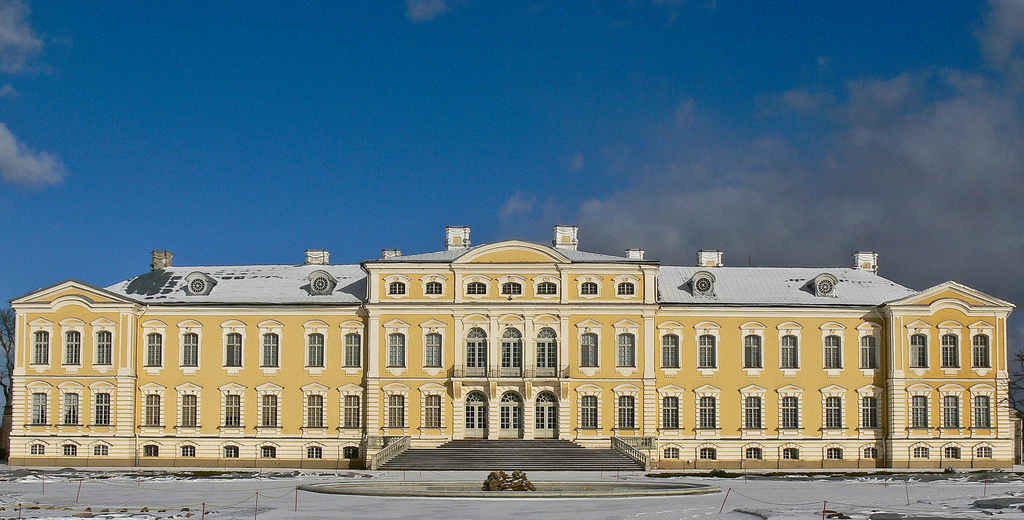
Château de Rundale (Ruhenthal)

### Mariage et descendance

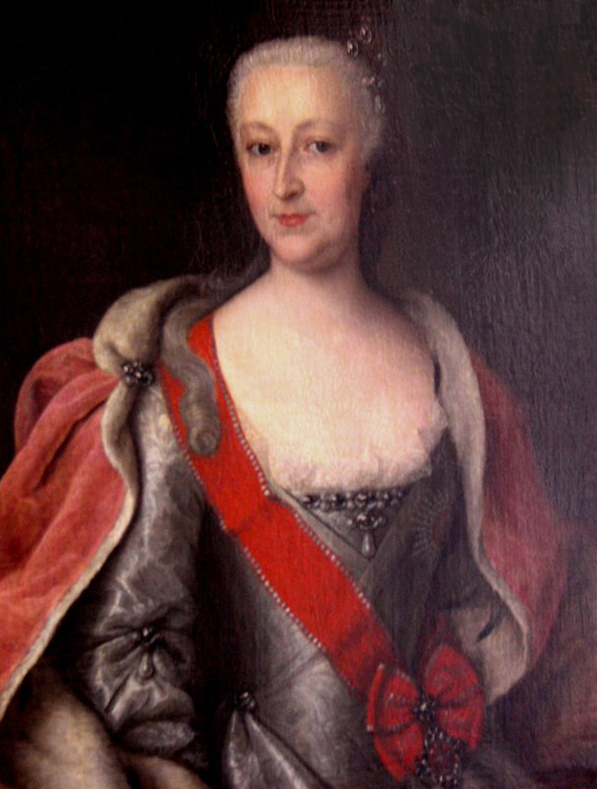
Benigna Gottliebe von Biron, duchesse de Courlande, née von Trotta dit Treyden (vers 1730)

Le 25 février 1723 à Mitau, il épousa Benigna Gottlieb von Trotha gennant Treyden (1703-1782), dont il aura deux fils :
- Pierre von Biron (1724-1800), duc de Courlande de 1769 à 1795, qui ne laissera pas de postérité masculine ;
- Charles Ernest (1728-1801), dont descendent les représentants actuels de la famille.

## Distinctions
- Comte du Saint-Empire romain germanique.
- Chevalier de l'ordre de Saint-André.
- Titulaire de l'ordre de Saint-Alexandre Nevski en 1730.

## Source
Cet article comprend des extraits du Dictionnaire Bouillet. Il est possible de supprimer cette indication, si le texte reflète le savoir actuel sur ce thème, si les sources sont citées, s'il satisfait aux exigences linguistiques actuelles et s'il ne contient pas de propos qui vont à l'encontre des règles de neutralité de Wikipédia.